# Chapelle Sainte-Geneviève d'Angers
Pour les articles homonymes, voir Sainte-Geneviève.
La chapelle Sainte-Geneviève était une chapelle de la ville d'Angers.

## Histoire

### Fondation
La date de fondation de cette chapelle est inconnue. Toutefois, un diplôme de Charles le Chauve daté de 844 fait mention de l'ecclesia sanctæ Genofevæ. De plus, la 46e formule angevine (fin VIe siècle) cite un monastère de femmes dont la dédicace est inconnue. Comme la dédicace à Geneviève pourrait s'accorder avec un établissement de femmes, une hypothèse séduisante en ferait un seul et même élément urbain, et par conséquent un des plus anciens édifices chrétiens d'Angers, selon F. Comte.

### Disparition
La chapelle est abandonnée après un incendie en 1104, et elle disparaît peu après.

### Évolution du vocable
La complexité de l'évolution de Sainte-Geneviève et son imbrication dans celle de Saint-Laud en font un des édifices d'Angers les plus malaisés à saisir, même pour son seul vocable.
- La dédicace originelle est à Geneviève de Paris.
- Les problèmes de vocable apparaissent après 1052 et la création du chapitre Saint-Laud : l'édifice est alors appelée indifféremment Sainte-Geneviève, Saint-Laud-en-Sainte-Geneviève et même Saint-Laud. Pour éviter la confusion entre « les deux Saint-Laud », il faut se pencher sur la date de la mention.

### Évolution du statut durant la période d'activité
- Sainte-Geneviève a été fondée comme ecclesia (église), et était située devant la résidence du comte d'Anjou.
- Elle devient une chapelle castrale (servant exclusivement à la desserte de la résidence des comtes) à la fin du IXe siècle ou au début du Xe siècle.
- En 1052, le comte Geoffroi Martel y fonde un chapitre canonial autour des reliques de Laud. Elle cumule donc les fonctions de chapelle castrale ainsi que de collégiale, toutefois la première fonction prime.